# ۵ مهر
۵ مهر صد و نود و یکمین روز سال در گاه‌شماری خورشیدی است. به پایان سال ۱۷۴ روز (۱۷۵ روز در سال کبیسه) باقی‌است.

## رویدادها
- ۱۳۷۰ - رقابت ۵ مهر ۱۳۷۰ تیم ملی فوتبال ایران با تیم ملی فوتبال الجزایر در جام ملت‌های آفریقا–آسیا
- ۱۳۷۵. ورود غیرقانونی نیروهای طالبان به دفتر نمایندگی سازمان ملل در کابل و بازداشت و سپس کشتن محمد نجیب‌الله و برادرش شاهپور.
- ۱۳۹۲ - گفتگوی تلفنی باراک اوباما و حسن روحانی
- ۱۴۰۲ - ماهواره نور ۳ در مدار ۴۵۰ کیلومتری زمین قرار گرفت

## زادروزها
- ۱۲۵۷ - حسن تقی‌زاده، از رهبران انقلاب مشروطیت
- ۱۳۱۸ - حسن رضایی، بازیگر
- ۱۳۲۸ - امیرحسین فردی، نویسنده و روزنامه‌نگار
- ۱۳۲۹ - سعید دبیری، ترانه‌سرا و آهنگساز
- ۱۳۳۸ - کمال تبریزی، کارگردان

## درگذشت‌ها
- ۱۳۶۳ - سید عبدالله شیرازی، مراجع تقلید شیعه
- ۱۳۷۵ - محمد نجیب‌الله، آخرین رییس دولت کمونیستی افغانستان و دبیرکل حزب دموکراتیک خلق افغانستان
- ۱۳۸۸ - عباس بلوکی فر، نقاش
- ۱۴۰۲ - امرالله صابری، بازیگر